# Флуктуация
Флуктуация (на латински: fluctuare – вариране, колебание) е случайно отклонение от средното (обикновено равновесно) значение на физични величини, характеризиращи система от голям брой частици. Във физиката флуктуациите използват математически апарат свързан с вариациите или дисперсията на случайни величини. Флуктуациите са предизвикани от квантовомеханичните ефекти и са принципно неотстраними. За флуктуации може да се говори и при температурите за продължителен период от време.
Малки колебания в електромагнитното поле на движещ се електрон предизвикват леко отместване на енергийното ниво на атома спрямо състоянието, при което липсват флуктуации. То е наречено „ефект на Лам“, тъй като за първи път е открито през 1947 г. от Уилис Лам от Колумбийския университет, удостоен с Нобелова награда през 1955.
Друг известен ефект е ефектът на Казимир.